# Gunnar Hökmark
Gunnar Hökmark (Ystad, 19 settembre 1952) è un politico svedese, europarlamentare per il Partito Moderato.

## Biografia
Nel 1975 si è laureato in scienze economiche presso l'Università di Lund.
Esponente del Partito Moderato, ne è stato segretario dal 1991 al 2000, durante la leadership di Carl Bildt;  dal 1982 al 2004 è ha ricoperto la carica di deputato al Riksdag.
Alle elezioni europee del 2004 è stato eletto europarlamentare, venendo confermato nel 2009 e nel 2014.